# 日本医史学会
一般社団法人日本医史学会（にほんいしがっかい, Japanese Society for the History of Medicine）は、医史を研究しその普及をはかることを目的とする団体である。日本医学会の第1分科学会。

## 概要
医史学では、医学の歴史のみならず、それに関連するあらゆる領域の歴史を幅広く探究する。その歴史の視野には、医学とそれに関わる歯学・看護学・薬学などの諸分野、医療による病の癒やしとその社会・文化との関わり、医史における先人たちの事跡、自然科学・生物学の一部としての側面などが含まれる。さらに日本の伝統医療である漢方医学の歴史も重要なテーマになっている。
日本医史学会では、医史学を研究しその普及をはかることを目的として、学術大会・月例会などのイベントの開催、機関誌『日本医史学雑誌』の発行、医史学に関する著作・研究の表彰、先哲の顕彰などの事業を行い、また日本の医史学界を代表して内外の関連学術団体などとの連携を行っている。

## 本部
東京都千代田区九段南2-4-14 二松学舎大学九段4号館内 日本医史学会事務局

## 沿革
- 1892年（明治25年)、　富士川游らの発起により、先人の偉業を顕彰して医道の昂揚を図らんとする私立奨進医会を日本医学会の前進とする。この年、3月4日を杉田玄白らによる小塚原観臓の記念日とし、東京根岸の古能波奈園において先哲追薦会を挙行し、爾後毎年これを挙行し総会を兼ねた。機関誌として「奨進医談」を刊行したが、のち内外の最新医学を紹介し併せて医道精神を昂揚するため、1880年（明治13年）原田貞吉らが創刊せる「中外医事新報」を継承して機関誌となし、以降、通巻1286号におよんだ。
- 1915年（大正4年）1月、私立奨進医会を改組し、医史と動議に関する部門を分立して奨進医会と称し、他の事業部門を日本医師協会とし、「中外医事新報」を奨進医会機関誌として従前通りの編集方針を続行した。
- 1927年（昭和2年）11月14日、奨進医会を日本医史学会と改称し、機関誌「中外医事新報」を第1117号 （1926年11月20日）発行より、医史に関する専門誌として編集方針を変更。
- 1928年（昭和3年）3月、会則その他を定め、初代理事長に呉秀三就任。
- 1932年（昭和7年）3月、呉秀三の死去により入沢達吉理事長となる。
- 1934年（昭和9年）4月、第9回日本医学会総会に際し、本会は第一分科会に加入し今日にいたる。
- 1938年（昭和13年）、 入沢達吉の死去により3代目理事長に富士川游就任。
- 1941年（昭和16年）1月、4代目理事長藤浪剛一就任。「中外医事新報」を第1287号以降「日本医史学雑誌」と改題す。
- 1942年（昭和17年）12月、藤浪剛一の死去により5代目理事長に山崎佐就任。
- 1945年（昭和20年）1月、戦災により印刷所焼失のため、「日本医史学雑誌」発刊不能となり第1334号をもって休刊。
- 1948年（昭和23年）3月、戦後中絶せる恒例の医家先哲会を復興し、第55回総会を挙行。
- 1949年（昭和24年）1月、中野操らの発起により1938年に設立された杏林温故会を本会の支部組織とし、日本医史学会関西支部と称し、支部長に中野操就任。
- 1952年（昭和27年）12月、関西支部機関誌「医譚」復刊。（1938年創刊より1944年6月休刊まで17号発刊）
- 1953年（昭和28年）7月、山崎佐理事長を辞し、6代目理事長に内山孝一就任。会則を改め、機関誌復刊を計画す。
- 1954年（昭和29年）3月、機関誌「日本医史学雑誌」復刊通巻制を廃し1941年の改題時に遡り1年分を1巻とす。復刊第1号の通巻第1335号を第5巻第1号とす。
- 1954年（昭和29年）3月28日、恒例の先哲医家追薦会を総会と改称し、第56回総会を開き、毎年1回の開催を定める。同年9月、第14回国際医史学会議に初めて参加し、理事小川鼎三がローマ会議に本会代表として出席。
- 1958年（昭和33年）、 第60回総会開催に当たり、記念事業として医学古典集を発刊。
- 1960年（昭和35年）4月、 内山孝一理事長を辞し、7代目理事長に小川鼎三就任。新たに総会会長を定む。（「日本医史学雑誌第10巻 第1号・昭和37年5月20日発行」より転載）
- 第8代理事長、 大鳥蘭三郎 (1984〜1991)
- 第9代理事長、蒲原　宏 (1991〜2006)
- 第10代理事長、 酒井シヅ (2006〜2013)
- 2011年（平成22年）6月1日、  社団法人として認可
- 第11代理事長、 小曽戸洋 (2013〜2017)
- 第12代理事長、坂井建雄（2017〜)[2]

## 日本医史学会の賞

### 富士川游学術奨励賞
- 第26回　川原由佳里 「東南アジアにおける英国看護婦の経験―ビルマ戦での看護に焦点を当てて―」『日本医史学雑誌』65巻4号
- 第25回　加畑聡子 「山崎宗運の経穴学について―『釈骨』と「骨度折量法尺式」を中心に―」『日本医史学雑誌』64巻4号
- 第24回　加藤公太、坂井建雄「19世紀における西洋美術解剖学の歴史―日本の美術解剖学の前史として―」『日本医史学雑誌』63巻1号
- 第23回　逢見憲一「水島府県別生命表における死亡統計届出の正確性に関する認識の変化 ―“沖縄＝伝統的長寿県” 説との関連―」『日本医史学雑誌』62巻4号
- 第22回　三﨑裕子「近代的明治女医」誕生の経緯と背景 ―『吾園叢書』所収の1881(明治14)年「中央衛生会臨時会議事録」と内務省衛生局史料より―」『日本医史学雑誌』61巻2号
- 第21回　深瀬泰旦「江戸幕府寄合医師　添田玄春の医学と医療」『日本医史学雑誌』60巻3号
- 第20回　鈴木達彦・足立理絵子・並木隆雄・平崎能郎・花輪壽彦「華岡青洲の春林軒膏薬と李靖十二辰陣」『日本医史学雑誌』59巻3号
- 第19回　月澤美代子「明治初期日本における医療情報の伝達―西南戦争・コレラと皮下注射法の普及―」『日本医史学雑誌』58巻4号
- 第18回　ヴィグル・マティアス・町泉寿郎「19世紀ヨーロッパの鍼灸の受容におけるシーボルトと石坂宗哲の貢献について ―シーボルト旧蔵の鍼灸関係資料の比較調査を中心に― 」『日本医史学雑誌』57巻3号
- 第17回　勝井恵子「橋田邦彦における「医」の三要素」『日本医史学雑誌』56巻4号
- 第16回　田中誠二・杉田聡・安藤敬子・丸井英二「風土病マラリアはいかに撲滅されたか −第二次大戦後の滋賀県彦根市 −」『日本医史学雑誌』『日本医史学雑誌』55巻1号
- 第15回　樋野恵子「明治初期における医療の一分野としての看護―医師太田雄寧訳纂『看護心得』の原著解明と比較検討―」『日本医史学雑誌』54巻4号
- 第14回　松本秀士「清末刊行の中国文 人体解剖学書について」『日本医史学雑誌』53巻4号
- 第13回　松本明知「馬場貞由訳『遁花秘訣』写本一六種の書誌学的検討」『日本医史学雑誌』52巻4号
- 第12回　瀧澤利行「近世地方藩医における文化活動と医師の教養形成—土浦藩医辻元順例として—」『日本医史学雑誌』51巻1号
- 第11回　鈴木則子「江戸時代の麻疹と医療—文久二年麻疹騒動の背景を考える—」『日本医史学雑誌』50巻4号
- 第10回　坂井建雄、池田黎太郎、月澤美代子 「ガレノス『神経の解剖について』ギリシャ語原典からの翻訳と考察」『日本医史学雑誌』49巻3号
- 第 9回　戸出一郎 「医学館における医学考試について」『日本医史学雑誌』48巻1・2号
- 第 8回　石田純郎「『解体新書』のオランダ人翻訳者ディクテンについての研究」『日本医史学雑誌』47巻2号
- 第 7回　丁蕾「近代日本の対中医療・文化活動—同仁会研究—」『日本医史学雑誌』46巻1・2・4号
- 第 6回　町泉寿郎　「医学館の学問形成」『日本医史学雑誌』45巻3・4号
- 第 5回　泉彪之助「モーゼス・マイモデスの生涯（上）（下）」『日本医史学雑誌』44巻1・3号
- 第 4回　杉立義一「藤浪鑑の医史学的検証」『日本医史学雑誌』43巻1号
- 第 3回　岡田靖雄「日本における早痴呆「（精神）分裂病」概念の受容」『日本医史学雑誌』42巻1号
- 第 2回　ヴォルフガング・ミヒェル「日本におけるカスパル・シャムベルゲンの活動について」『日本医史学雑誌』41巻1号
- 第 1回　該当なし[3]

## 出版物
- 『日本医史学雑誌 – Journal of the Japanese Society for the History of Medicine』 （季刊）  ISSN 0549-3323
- 日本医史学会編『中外醫事新報』 思文閣出版 （複製版）
- 第100回日本医史学会総会事務局編『日本医史学会所蔵先哲名醫肖像』日本医史学会、1999年。
- 日本医史学会編『図録日本医事文化史料集成』 三一書房 1977–79年。
- 日本医史学会編『資料でみる近代日本医学のあけぼの』 便利堂 1973年。
- 日本医史学会編『日本医史学会会報』 日本医史学会 1968-2005年。

### 矢数医史学賞
- 第32回 (令和2年) 	西迫大祐『感染症と法の社会史―病がつくる社会―』新曜社
- 第31回 (令和元年) 	代表 宮川浩也『日本医家伝記事典　宇津木昆台『日本医譜』』日本内経医学会
- 第30回　Wolfgang Michel-Zaitsu 『Traditionelle Medizin in Japan』 Muenchen, Kiener Verlag (2017年)
- 第29回　（イ）代表執筆者 町 泉寿郎『曲直瀬道三と近世日本医療社会』武田科学振興財団杏雨書屋　/（ロ）鳥井裕美子『前野良沢―生涯一日のごとく―』思文閣出版
- 第28回　真柳誠『黄帝医籍研究』汲古書院（平成28年）
- 第27回　新村拓『日本仏教の医療史』法政大学出版局（平成25年）
- 第26回　泉考英編『日本近現代医学人名事典』医学書院（平成24年）
- 第25回　奥沢康正『冬虫夏草の文化誌』石田大成社（平成24年）
- 第24回　青柳精一『近代医療のあけぼの : 幕末・明治の医事制度』思文閣出版（平成23年）
- 第23回　郭秀梅編『岡西為人著　宋以前医籍考　上・下』北京・学苑出版社 （平成22年）
- 第22回　該当なし
- 第21回　坂井建雄『人体観の歴史』岩波書店 （平成20年）
- 第20回　寺澤捷年訳注『完訳方伎雑誌・解説』たにぐち書店 （平成19年）
- 第19回　平野重誠著、小曽戸洋監修、中村篤彦監訳、看護史研究会翻刻・訳注『病家須知』農山漁村文化協会（平成18年）
- 第18回　寺畑喜朔編『絵葉書で辿る日本近代医学史』思文閣出版 （平成18年）
- 第17回　三島済一 "The History of Ophthalmology in Japan" J. P. Wayenborgh　（平成17年）
- 第16回　遠藤正治『本草学と洋学?小野蘭山学統の研究』思文閣出版（平成16年）
- 第15回　深瀬泰旦『天然痘根絶史?近代医学勃興期の人びと?』思文閣出版（平成15年）
- 第14回　青木允夫、野尻佳与子『薬物名出典総索引』 内藤記念くすり博物館『大同薬室文庫蔵書目録』内藤記念くすり博物館（平成14年）
- 第13回　山田慶児『中国医学の起源』岩波書店（平成13年）
- 第12回　大塚恭男『東洋医学の世界』北里研究所東洋医学総合研究所（平成12年）
- 第11回　松木明知『中川五郎治書誌?本邦種痘法の鼻祖?』岩波ﾌﾞｯｸｻｰﾋﾞｽｾﾝﾀｰ（平成11年）
- 第10回　石島弘『水戸藩医学史』ぺりかん社。（特別賞）日本眼科学会編『日本眼科学会百周年記念誌（全7巻）』（平成10年）
- 第 9回　小曽戸洋『中国医学古典と日本?書誌と伝統』塙書房（平成9年）
- 第 8回　杉山章子『占領期の医療改革』勁草書房　（平成8年）
- 第 7回　蒲原宏『新潟県の成立とその医療・医育（新潟大学医学部75年史）』（平成7年）
- 第 6回　古川明 "Medical History Through Postage Stamps"　医歯薬出版　（平成6年）
- 第 5回　小曽戸洋・真柳誠『小品方・黄帝内経明堂』エンタプライズ　（平成5年）
- 第 4回　杉立義一『医心方の伝来』思文閣出版 　（平成4年）
- 第 3回　該当なし
- 第 2回　宗田一『「図説」日本医療文化史』思文閣出版　（平成2年）
- 第 1回　山下政三『明治期における脚気の歴史』　東京大学出版会　（昭和64年）[4]

## 関連事項
- 医学／歯学／歯科／看護史／薬史学／医療史
- 医師／歯科医師／看護師／歯科衛生士／臨床検査技師
- 日本の学会一覧
- 精神医学史学会

## 関連人物
- 緒方富雄　日本の血清学者
- 呉秀三　　元東京帝国大学医科大学教授
- 小川鼎三　元順天堂大学医学部教授
- 小曽戸洋　北里研究所教授
- 酒井シヅ　順天堂大学医学部名誉教授
- 坂井建雄　順天堂大学医学部教授
- 新村拓　　北里大学名誉教授
- 宗田一　　医史学者、薬史学者
- 中野操　　医師､医史学者
- 富士川游　医師､医史学者
- 槇佐知子　古典医学研究家、作家
- 松木明知　弘前大学名誉教授
- 丸山克俊　東京理科大学理工学部教授
- 真柳　誠　茨城大学名誉教授
- ヴォルフガング・ミヒェル　九州大学名誉教授
- 矢数道明　医師、医史学者